# North Texas Mean Green

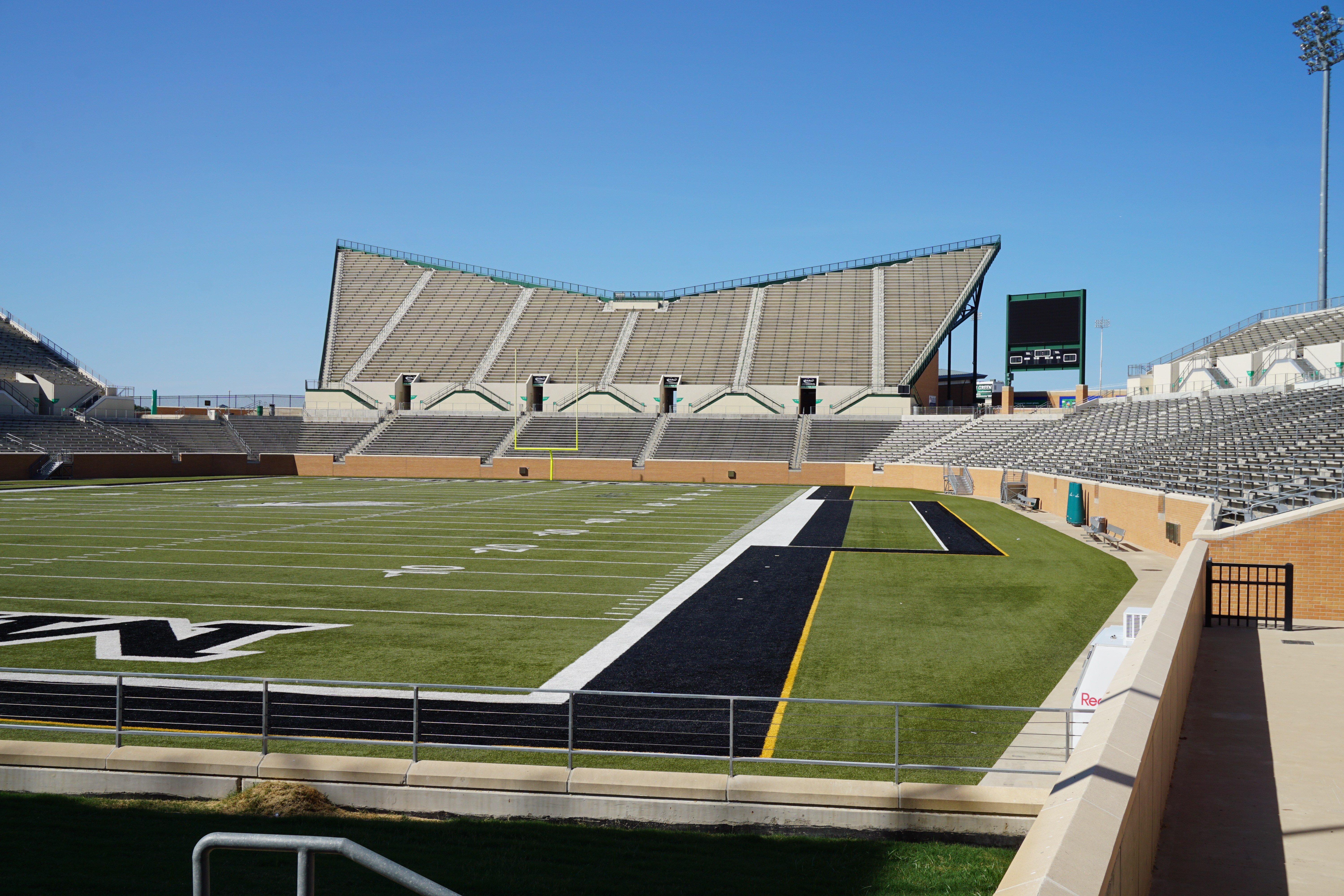
Apogee Stadium.

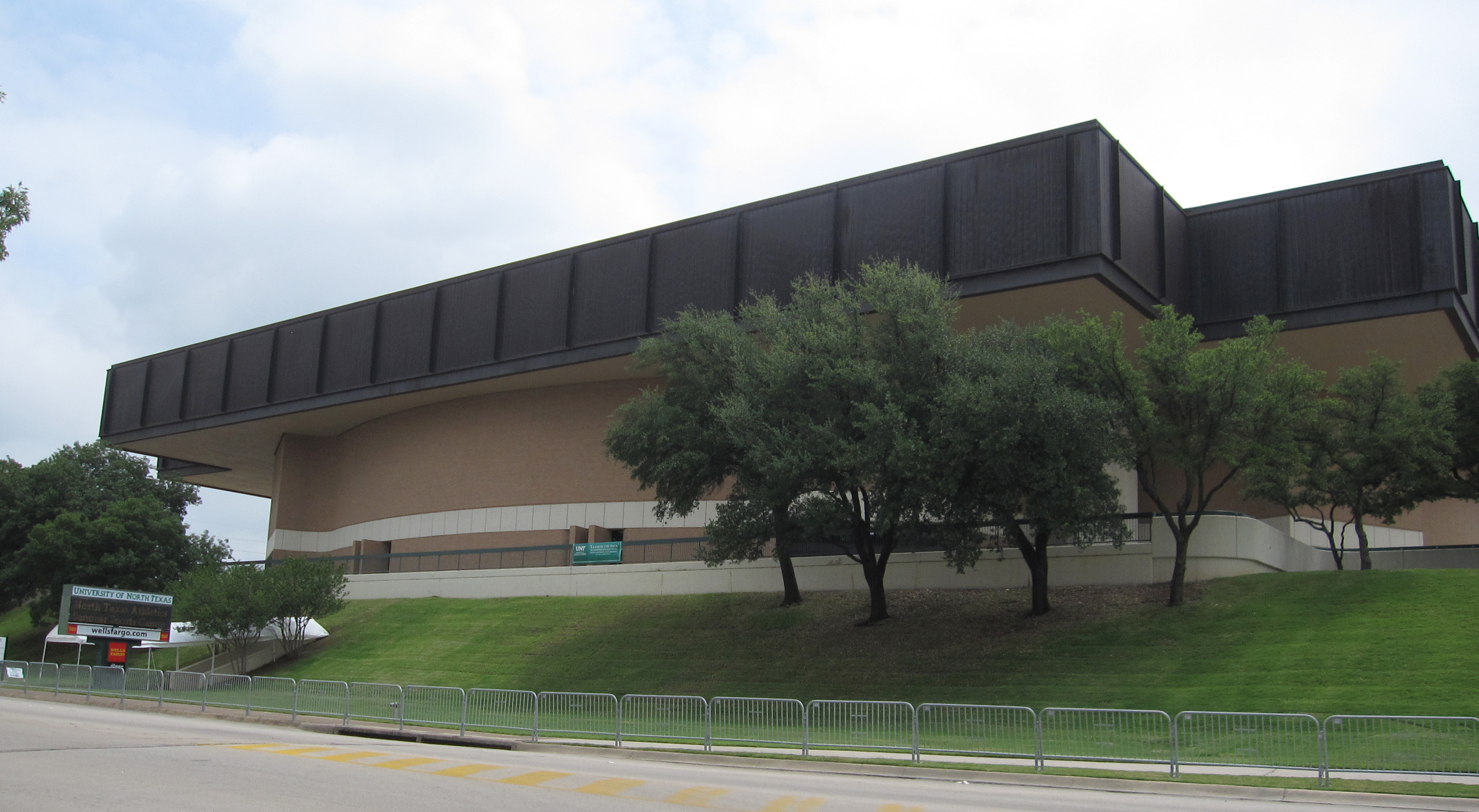
UNT Coliseum.

North Texas Mean Green (Mezquinos Verdes del Norte de Texas) es el equipo deportivo de la Universidad del Norte de Texas, situada en Denton, Texas. Los equipos de los Mean Green participan en las competiciones universitarias organizadas por la NCAA, y forma parte de la American Athletic Conference.

## Apodo
El apodo de Mean Green está puesto en honor a un jugador de los años 60 de la NFL, apodado "Mean Joe" Greene (español: Malo Joe Greene), y que salió de esta universidad. Los atletas masculinos son también conocidos como Mean Green Eagles, mientras que a los equipos femeninos se les denomina Lady Eagles.

## Programa deportivo
Los Mean Green participan en las siguientes modalidades deportivas:
| - Masculino - Atletismo - Baloncesto - Fútbol americano - Golf - Cross | - Femenino - Baloncesto - Cross - Golf - Natación - Tenis - Atletismo - Voleibol - Fútbol - Softball |

## Instalaciones
Muchas de las instalaciones deportivas de la escuela están ubicadas en Mean Green Village, que abrió sus puertas para la temporada deportiva 2006-07. El área de la villa deportiva incluye:
- DATCU Stadium (Fútbol americano)
- UNT Coliseum (Baloncesto masculino y femenino)
- Mean Green Soccer and Track & Field Stadium[3] (Fútbol femenino, atletismo)
- Waranch Tennis Complex[4] (Tenis femenino)
- Lovelace Stadium[5] (Softbol)
- North Texas Volleyball Center[6] (Voleibol)